# St. Edward
St. Edward – miasto w Stanach Zjednoczonych, w stanie Nebraska, w hrabstwie Boone.